# Frascuelo
Salvador Sánchez Povedano (Churriana de la Vega, 23 de dezembro de 1842 — Madrid, 8 de março de 1898) popularmente conhecido como Frascuelo foi um toureiro espanhol, considerado por muitos um dos melhores matadores da história da tauromaquia.

## Biografia
Nascido na província de Granada, cresceu em Sádaba, na província de Saragoça, onde o seu pai, José Sánchez, morreu, após o que se mudou com o seu irmão Francisco e a sua mãe para Madrid. Nesta cidade trabalhou nos caminhos de ferro e como colocador de papel pintado, além de se formar como toureiro. Tomou a alternativa em 27 de outubro de 1867, pela mão de Cúchares (Francisco Arjona Herrera), com um touro chamado Señorito. No auge da sua carreira, entre 1868 e 1889, manteve uma rivalidade famosa com Lagartijo, semelhante à que opôs Pedro Romero a Costillares e Gallito (Joselito el Gallo) a Juan Belmonte.
Toureou 1236 corridas, matando 3 801 touros. Ao retirar-se, fixou residência em Torrelodones, na Finca Monte Gascó, onde ainda hoje se pode ver uma grade com o ferro da sua ganadaria.
Frascuelo era muito amigo da infanta Isabel "La Chata", que fazia questão de o visitar sempre que passava em Torrelodones.
Morreu de pneumonia em 1898.

## Momentos importantes da carreira
- 1868 — Alterna pela primeira vez com Lagartijo.
- 19 de setembro de 1869 e 22 de outubro de 1871 — touradas em Madrid que ficaram famosas
- 2 de junho de 1886 — Inauguração da praça de touros de Haro em conjunto com Lagartijo.
- 1874 — Na "Corrida da Beneficência" estoqueia seis touros.
- 9 de julho de 1874 — Mata o último touro lidado na praça da rua Alcalá.
- 1882 — Na "Corrida da Beneficência" toureia em conjunto com Lagartijo.
- 1889 — Depois de receber várias cornadas com gravidade, retira-se no princípio do ano.